# Beno Gutenberg
Beno Gutenberg (Darmstadt, Imperio Alemán, 4 de junio de 1889 - 25 de enero de 1960) fue un sismólogo alemán. Entre otras contribuciones definió el diámetro del núcleo terrestre y su límite con el manto denominado en su honor discontinuidad de Gutenberg.

## Biografía
Obtuvo su doctorado en la Universidad de Göttingen en 1911, bajo la dirección del famoso profesor Emil Johann Wiechert. Mantuvo su posición en la Universidad de Estrasburgo y en la Universidad de Fráncfort del Meno hasta que marchó al Instituto Tecnológico de California (Caltech) en 1929, donde gracias a la ayuda de desarrolladores de instrumentación sísmica como John Millikan, John Augustus Anderson y Harry Oscar Wood, pudo desarrollar el primer catálogo moderno mundial de terremotos, denominado "Seismicity of the Earth".
Gutenberg hizo varias contribuciones importantes a la ciencia, como la definición del diámetro del núcleo de la Tierra ya que, en 1914, estableció la localización del límite entre el manto y el núcleo y lo situó a unos 2900 km de profundidad; este límite recibe su nombre: discontinuidad de Gutenberg.
Colega de Charles Richter y Hugo Benioff en el Caltech y colaborador en el desarrollo de la escala de Richter de magnitud de terremotos. De hecho, Gutenberg alimentó este concepto con muchas más magnitudes basadas en diferentes fases de ondas.

## Obras de Beno Gutenberg
- Gutenberg, B. (1929-1936), Handbuch der Geophysik,, Vols. 1-4. (Editing and publication of the remaining volumes was disorganized under the Nazi regime) Vol. 1, Die erde als planet. Vol. 2, Aufbau der erde; Vol. 3 Veränderungen der erdkruste. Vol. 4 Erdbeben. Borntraeger, Berlín

- Buwalda; Gutenberg (1935), «Investigation of Overthrust Faults by Seismic Methods.», Science (1935 Apr 19) 81 (2103): 384-386, doi:10.1126/science.81.2103.384, PMID:17769434.

- Gutenberg, B. & Richter C. F., (1936), “On seismic Waves”, G. beitr., Vol. 47, pp. 73-131.

- Gutenberg B., (1937) “Geophysics as a science”, Geophysics, vol. 2, pp. 185-187.

- Gutenberg, B., (1939) “Physics of the Earth, Vol. VII, Internal Constitution of the Earth.” Mc Graw Hill, Nueva York.

- Gutenberg, B. (1951), Internal Constitution of the Earth. Dover Publ. Inc., Minneola, NY

- Gutenberg, B. (1952) “Magnitude determination for Deep Focus earthquakes” Bull. Seism. Soc. of Am. Vol. 35, pp.

- Gutenberg, B. & Richter C. F. (1954) “Seismicity of the Earth (and associated phenomena) “, Princeton University Press, Princeton, NJ, EUA 117-130

- Gutenberg, B. & Richter C. F (1956) “Magnitude and energy Earthquake”, Ann, Geofísica Vol 9

- Gutenberg, B. & Richter C. F. (1956), "Earthquake magnitude, intensity, energy, and acceleration". Bull. Seism. Soc. Amer., vol. 46, pp. 105-145

- Gutenberg, B. (1957). “Effects of Ground on Earthquake Motion,” Bull. Seism. Soc. Amer., Vol. 47, n.º 3, pp. 221-250

- Gutenberg (1960), «Low-Velocity Layers in the Earth, Ocean, and Atmosphere.», Science (1960 Apr 1) 131 (3405): 959-965, doi:10.1126/science.131.3405.959, PMID:17756389.